# Lijst van stadsarchivarissen van Brugge
Het stadsarchief van Brugge behoort tot de voornaamste en oudste archieven in Europa. De geschiedenis van dit archief vindt men op Stadsarchief Brugge. 
In Brugge behoren de meeste archivarissen tot de historische personen van de stad, waar zij een belangrijke rol speelden. Zowel door hun organisatorische activiteiten als door hun publicaties hadden zij een belangrijke invloed en lieten zij een blijvende herinnering na. Sommigen speelden zelfs, buiten of naast hun functie als archivaris, een nationale (of zelfs internationale) rol. 
Hierna volgt de lijst van de opeenvolgende archivarissen van het Brugse stadsarchief, met verwijzing naar het lemma waarbij ze meer uitgebreid beschreven worden.
- Pierre-Jacques Scourion (1795-1830 & 1831-1838)
- Jules Van Praet (1830-1831)
- Pierre Bogaerts (1839-1851)
- Pierre Bossaert (1852-1868)
- Louis Gilliodts - van Severen (1868-1915)
- Albert van Zuylen van Nyevelt (1915-1920)
- Remi Parmentier (1920-1954)
- Albert Schouteet (1954-1974)
- André Vandewalle (1974-2008)
- Noël Geirnaert (2008-2016)
- Jan D'hondt (sinds 2017)